# Fábri Pál (tanár)
Fábri Pál (Győr, 1790. – Pest, 1872. január 22.) gimnáziumi tanár, igazgató, adományozó, író.

## Élete
Fábri Pál fia volt. Már 17 éves korában a losonci gimnáziumban a retorikai osztályban tanított; de ezen állását csakhamar elhagyta s külföldi egyetemek látogatására ment, hol a bölcseletben és a klasszika-filológiában képezte magát. Hazájába visszatérvén, a soproniak bölcseleti tanszékkel kínálták meg; ő azonban a Géczy-családnál lett nevelő és közben a jogtudományokban képezte magát. 1825-ben a pesti evangélikus gyülekezet hívta meg a humaniorák tanárának 600 váltó-forint évi fizetéssel, egyúttal megbízták őt a gimnázium igazgatásával és az összes evangélikus tanintézetek vezetésével. 1837-ben önként kilépett hivatalából. 1862–1865-ben a pesti evangélikus magyar egyházközség felügyelője volt. Végrendeletileg 12.000 forintot hagyott a pesti evangélikus egyházra.
A Fiumei úti sírkertben 17. parcellában lévő sírja jelképes, első sírja a 25. parcellában volt.

## Munkái
Worte, bei Gelegenheit der öffentlichen Translocation und Eröffnung eines zweijährigen Unterrichts an der Pester evang. Schule Augs. Conf. den 4. Sept. 1828. Pesth.
A Szépliteraturai Ajándékban (1821.) van egy költeménye s a Közhasznú Esmeretek Tárának munkatársa volt, hova történeti cikkeket és az irók életrajzát irta.